# Alvelos (Barcelos)
Alvelos é uma povoação portuguesa sede da Freguesia de Alvelos do Município de Barcelos, freguesia com 3,4 km² de área e 2010 habitantes (censo de 2021), tendo, por isso, uma densidade populacional de 591,2 hab./km².

## Demografia
A população registada nos censos foi:
| Distribuição da População por Grupos Etários | Distribuição da População por Grupos Etários | Distribuição da População por Grupos Etários | Distribuição da População por Grupos Etários | Distribuição da População por Grupos Etários |
| -------------------------------------------- | -------------------------------------------- | -------------------------------------------- | -------------------------------------------- | -------------------------------------------- |
| Ano                                          | 0-14 Anos                                    | 15-24 Anos                                   | 25-64 Anos                                   | > 65 Anos                                    |
| 2001                                         | 415                                          | 388                                          | 1145                                         | 220                                          |
| 2011                                         | 344                                          | 277                                          | 1249                                         | 275                                          |
| 2021                                         | 240                                          | 243                                          | 1113                                         | 414                                          |

## Monumentos
Em Alvelos existem vários monumentos associados, essencialmente, com a religião católica. A Igreja Paroquial é, provalvemente, o monumento mais importante da freguesia. Entre outros constam ainda a Capela Nossa Senhora das Dores, a Capela do Senhor dos Passos, a Capela da Santa Cruz e a Capela do Socorro.

## Desporto
A equipa de futebol de Alvelos, A.R.C. Águias Alvelos, milita actualmente no Campeonato Distrital Divisão de Honra, série A, pertencente à Associação de Futebol de Braga.

## Estátuas
O arranjo urbanístico do Adro da Igreja Paroquial iniciou-se no primeiro semestre de 2009. O custo inicial dos dois pedestais com duas estátuas é de 135 000 euros e será, maioritariamente, suportado por donativos da freguesia. As estátuas da Nossa Senhora das Dores e S. Lourenço pretendem, desta forma, transformarem-se numa referência religiosa da freguesia.

## Personalidades ilustres
- Conde de Alvelos

## Coletividades
A dinâmica da população na freguesia é transmitida pelo número de associações desportivas e culturais. A Associação Recreativa Águias Futebol Clube de Alvelos, fundada a 5 de fevereiro de 1961, e a associação de jovens Mais Juventude são duas das associações com maior destaque a nível regional.

## Política

### Eleições autárquicas
| Data | %       | V       | %     | V  | %       | V       | %     | V   |         |         |
| Data | PPD/PSD | PPD/PSD | PS    | PS | CDS-PP  | CDS-PP  | IND   | IND | PSD-CDS | PSD-CDS |
| ---- | ------- | ------- | ----- | -- | ------- | ------- | ----- | --- | ------- | ------- |
| 1976 | 65,88   | 6       | 28,92 | 3  |         |         |       |     |         |         |
| 1979 | 56,51   | 8       | 27,77 | 4  | 12,91   | 1       |       |     |         |         |
| 1982 | 53,21   | 8       | 37,01 | 5  |         |         |       |     |         |         |
| 1985 | 57,54   | 6       |       |    | 32,80   | 3       |       |     |         |         |
| 1989 | 24,87   | 2       | 67,36 | 7  | 4,66    | -       |       |     |         |         |
| 1993 | 52,53   | 5       | 35,93 | 4  | 6,31    | -       |       |     |         |         |
| 1997 | 59,93   | 6       | 33,61 | 3  |         |         |       |     |         |         |
| 2001 | 54,34   | 5       | 38,62 | 4  |         |         |       |     |         |         |
| 2005 | 67,10   | 7       | 24,41 | 2  |         |         |       |     |         |         |
| 2009 | 61,36   | 6       | 32,51 | 3  |         |         |       |     |         |         |
| 2013 | CDS-PP  | CDS-PP  | 43,07 | 4  | PPD/PSD | PPD/PSD | 12,07 | 1   | 38,93   | 4       |
| 2017 | CDS-PP  | CDS-PP  | 59,89 | 6  | PPD/PSD | PPD/PSD |       |     | 37,35   | 3       |
| 2021 | CDS-PP  | CDS-PP  | 64,16 | 6  | PPD/PSD | PPD/PSD | 33,04 | 3   |         |         |